# Kjetil Manheim
Pour l’article ayant un titre homophone, voir Mannheim (homonymie).
 (juin 2017).
Kjetil Esten Haraldsson Manheim (ou simplement Manheim), né le 27 novembre 1968 à Oslo, a été le premier batteur du groupe de black metal norvégien Mayhem.